# Władysław Jędrzejewski (bokser)
Władysław Jędrzejewski (ur. 23 kwietnia 1935 w Zawierciu, zm. 11 listopada 2012 w Krakowie) – polski bokser wagi ciężkiej, medalista Mistrzostw Europy, olimpijczyk.
Dwukrotnie startował w igrzyskach olimpijskich (w Rzymie 1960 i w Tokio 1964), za każdym razem odpadając po pierwszej walce (przegrywał z późniejszymi medalistami). Większe osiągnięcia miał podczas startów w Mistrzostwach Europy. W Lucernie 1959 zdobył brązowy medal. Cztery lata później w Moskwie 1963 w pierwszej walce trafił na późniejszego mistrza Josefa Němca (CSRS) i przegrał.
Był pięciokrotnym mistrzem Polski w 1957, 1960, 1961, 1962 i 1965  oraz wicemistrzem w 1958 i 2 razy brązowym medalistą w 1959 i 1964 roku. 22 razy wystąpił w reprezentacji Polski, odnosząc 16 zwycięstw i 6 porażek w latach (1957–1965). W karierze stoczył 230 walk, z czego 188 wygrał, 2 zremisował i 40 przegrał.
Mierzył 189 cm wzrostu i ważył 95 kg.
Był wychowankiem klubu Włókniarz Zawiercie, ale przez większą część kariery walczył w ŁTS Stal Łabędy i w Hutniku Nowa Huta, z którym to zdobył dwukrotnie drużynowe mistrzostwo Polski w 1964 i 1967 roku.